# Машары
Машары (укр. Машарі) — село,
Верхосульский сельский совет,
Белопольский район,
Сумская область,
Украина.
Код КОАТУУ — 5920681405. Население по переписи 2001 года составляло 106 человек .

## Географическое положение
Село Машары находится около урочища Калуга в 4-х км от реки Сула.
Примыкает к селу Курасово.
По селу протекает пересыхающий ручей с запрудой.

## Экономика
- Свинотоварная ферма.